# Edward Farnese (1666–1693)
Edward Farnese (wł. Odoardo Farnese; ur. 12 sierpnia 1666 w Colorno, zm. 6 września 1693 w Parmie) – następca tronu księstwa Parmy jako syn Ranuccio II Farnese. Gdyby objął tron, panowałby jako Edward II (Odoardo II).
Urodził się jako trzecie dziecko (i pierwszy syn) Ranuccio II Farnese, księcia parmeńskiego w latach 1646–1694 oraz jego drugiej żony Izabeli d’Este, córki księcia Reggio i Modeny Franciszka I d’Este oraz Marii Katarzyny Farnese. Ranuccio II po śmierci Izabeli poślubił jej siostrę Marię. Przez to małżeństwo przyrodnimi braćmi Edwarda byli Franciszek (1678–1727) i Antoni (1679–1731), którzy zostali książętami Parmy. Natomiast jego rodzoną siostrą była Małgorzata Maria, księżna Modeny i Reggio przez małżeństwo z Franciszkiem II d’Este.
Urodził się w pałacu książęcym w Colorno. Zaledwie 12 dni po jego porodzie zmarła jego matka, Izabela d’Este. 17 maja 1690 w parmeńskiej katedrze poślubił Dorotę Zofię Wittelsbach, córkę wpływowego elektora palatyńskiego Filipa Wilhelma i Elżbiety Amalii Hessen-Darmstadt. Żona wniosła dość duży posag. Małżeństwo doczekało się dwójki dzieci:
- Aleksandra Ignacego (6 grudnia 1691 – 5 sierpnia 1693);
- Elżbiety Farnese (25 października 1692 – 11 lipca 1766), faktycznej dziedziczki księstwa po śmierci Antoniego Farnese oraz żony króla Hiszpanii Filipa V Burbona.

Edward Farnese zmarł niespodziewanie 6 września 1693 w wieku 27 lat. Zaledwie miesiąc przed nim zmarł jego jedyny syn. Ponieważ w momencie śmierci Edwarda żył jeszcze jego ojciec, następcą tronu został jego młodszy brat przyrodni Franciszek, który przejął władzę rok później i wkrótce poślubił wdowę po Edwardzie.